# Permanent Waves
A Permanent Waves a kanadai Rush együttes hetedik stúdióalbuma (összességében a nyolcadik nagylemeze), amely 1980 első napján jelent meg a Mercury Records kiadásában. A zenekar addigi komplex stílusához képest egy modernebb, rádióbarát irányt vett album rendkívül sikeres lett. Az Egyesült Államokban a 4. helyig jutott a Billboard-listán, míg a brit albumlistán a 3. helyet érte el. A Permanent Waves alig három hónap alatt aranylemez lett az USA-ban, a következő években pedig több mint egymillió példányban kelt el, és elérte a platinalemez státuszt.

## Történet
Az 1978-as Hemispheres albummal a Rush a komplex progresszív rock és heavy metal határára ért.  Úgy gondolták, abba az irányba már nincs tovább, csak önmagukat ismételnék. Az 1970-es évek végén a punk és a new wave voltak a legnépszerűbb rockzenei stílusirányzatok. A The Police, az Ultravox és a Talking Heads hatására a trió beemelte a new wave stílust a Rush világába. Emellett hangzásukban egyre nagyobb szerepet kaptak a szintetizátorok, dalaik direktebbek, közérthetőbbek lettek. A lemezre került dalok közül az egyetlen igazi kivétel ez alól az albumzáró, kilenc perc feletti, háromtételes Natural Science. A másik hosszabb lélegzetvételű szerzemény az art rock stílusú Jacob's Ladder.
Az aktuális irányzatokat követő új Rush-dalok a slágerlistákon és a rádióműsorokban is feltűntek. A Spirit of Radio kislemez Amerikában az 51. helyig jutott a Billboard Hot 100 slágerlistán, Angliában pedig a 13. helyet szerezte meg. A Spirit of Radio mellett a Freewill számít az album másik nagy slágerének. Az Entre Nous jelent még meg kislemezen, de ezt nem kapták fel a rádiók. Az albumot ismét Terry Brown hangmérnök-producer segítségével rögzítették. Az előző lemezekkel ellentétben újra Kanadában készültek a felvételek, a lemez keverését pedig a londoni Trident stúdióban végezték.
CD-n először 1990-ben jelent meg az album, majd 1997-ben a Rush Remasters sorozatban adták ki újra digitálisan feljavított hangzással.
Részben az album 1980-as lemezbemutató turnéján rögzítették a következő évben megjelent Exit...Stage Left című koncertlemezük anyagát.

## Lemezborító
Az album borítója több jogi problémát is okozott a zenekarnak és a kiadónak. A lemezborítón a bal alsó sarokban látható a Chicago Tribune napilap 1948. november 4-i reggeli számának címlapja, mely "Dewey defeats Truman" címmel a republikánus Thomas Dewey (New York állam akkori kormányzója) győzelmét adta hírül Harry S. Truman addigi elnök felett az amerikai elnökválasztáson. A címlap a sajtótörténelem egyik legnagyobb bakija volt, mivel a cikket az előzetes eredmények alapján írták meg, de a választás végeredménye szerint Truman maradt az Egyesült Államok elnöke. A Permanent Waves Amerikában megjelent borítóján a Chicago Tribune fenyegetésére teljesen kitakarták az újság nevét és a címet, de Kanadában és Angliában kisebb módosításokkal megjelenhetett (az újság nevét olvashatatlanná tették, a címet pedig "Dewei defeats Truman"-ra módosították).
Egy másik jogi probléma a borítókép jobb szélén a háttérben látható épületek tetején lévő Coca-Cola embléma szerepeltetése volt, ami miatt az üdítőgyártó cég tiltakozott. A megoldás az lett, hogy az együttes tagjainak családnevét írták a táblákra.
A lemezborító bal oldalán, a folyóparton integető alak maga a borítót készítő Hugh Syme, aki a Different Strings című dalban pianón is játszik.

## Az album dalai
1. The Spirit of Radio – 4:57
2. Freewill – 5:23
3. Jacob's Ladder – 7:28
4. Entre Nous – 4:37
5. Different Strings – 3:49
6. Natural Science – 9:16
  - I: Tide Pools – 2:21
  - II: Hyperspace – 2:47
  - III: Permanent Waves – 4:08

## Közreműködők
- Geddy Lee – ének, basszusgitár, Mini Moog, Oberheim polifonikus szintetizátor, OB-1, Moog Taurus pedálszintetizátor
- Alex Lifeson – 6 és 12-húros elektromos gitár, ill. akusztikus gitár, klasszikus gitár, Moog Taurus pedálszintetizátor
- Neil Peart – dobok, üstdob, konga, xilofon, harangjáték, szélcsengő, harangfa, triangulum, crotales
- Erwig Chuapchuaduah - acéldobok
- Hugh Syme - piano a Different Strings című dalban